# Multi-effets
Un multi-effets, multieffets ou multi-effet est un appareil électronique fournissant plusieurs effets audio pour un instrument de musique amplifié, principalement la guitare électrique. Ces appareils numériques apparaissent à la fin des années 1980 et bénéficient des progrès de l'informatique dans les années 1990 : il devient possible de traiter en temps réel le signal audio provenant d'un instrument de musique sans latence audible. Les multi-effets de cette période sont développés par des entreprises japonaises comme Boss et Zoom, et américaines comme Digitech.

## Caractéristiques

### Fonctionnalités

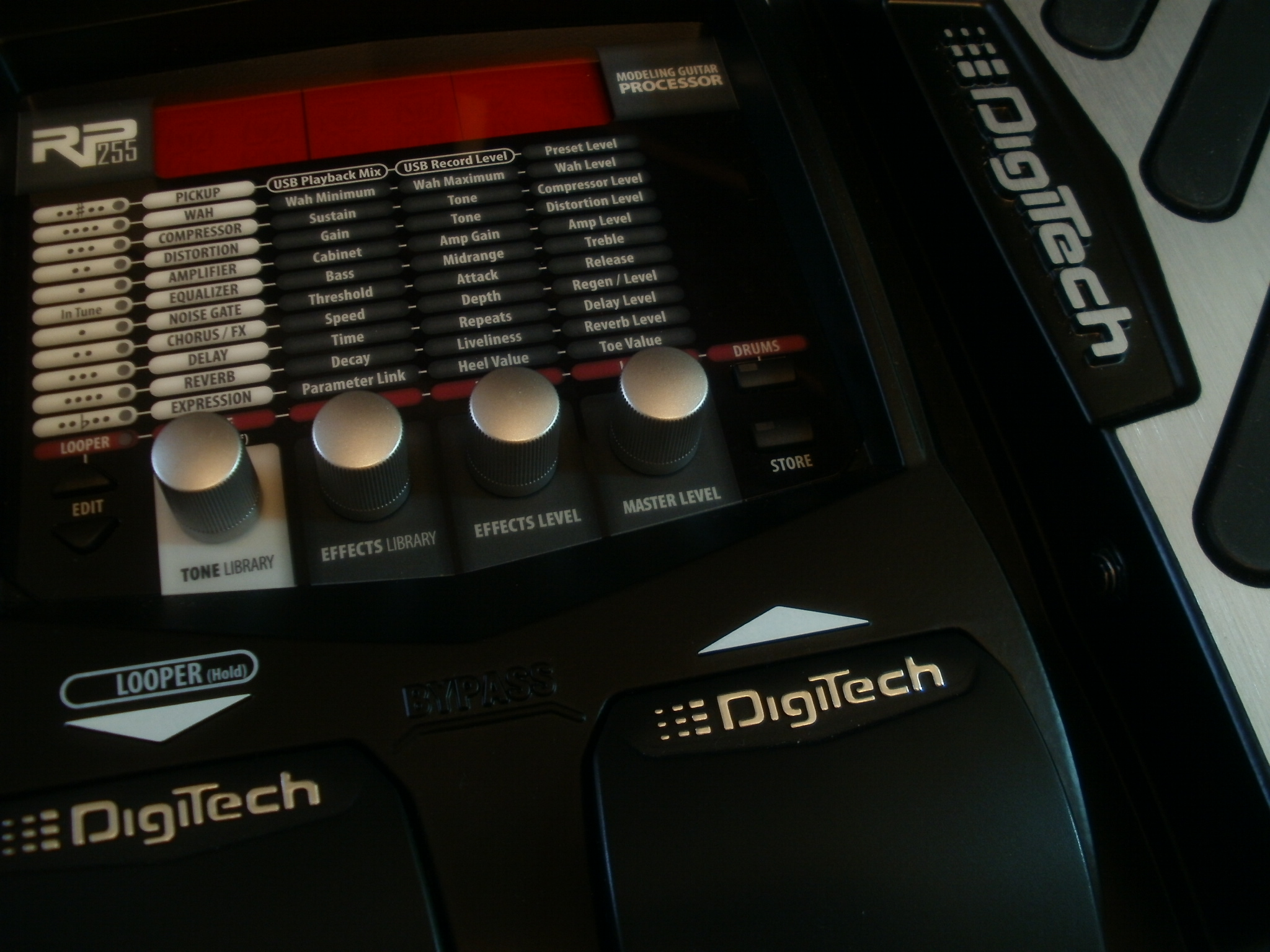
Liste d'effets et de paramètres sur le RP255 de Digitech, un multieffet de la fin des années 2000.

Les multi-effets sont des appareils qui incorporent plusieurs effets audio, tels que la compression, la saturation (overdrive, fuzz, etc), l'égalisation et les filtres (wah-wah, envelope filter...), les effets de modulation (chorus, flanger, phaser, univibe, trémolo), de hauteur (octaver, pitch shift) et de spatialisation (delay, reverb). Certains appareils proposent également des effets moins courants, comme des émulations de synthé ou incorporent un looper pour enregistrer des boucles et jouer par dessus.
En plus des effets audio, certains modèles contiennent également des simulations d'amplificateurs pour guitare électrique (préampli, ampli de puissance et baffle avec haut-parleur), recréant toute la chaîne du son. Dans les années 2010-2020, de plus en plus de multi-effets sont éditables par ordinateur ou téléphone. Certains multi-effets comportent une pédale d'expression qui permet de contrôler en temps réel certains paramètres, et peut recréer le fonctionnement de certaines pédales comme la wah-wah.
La majorité des multi-effets offrent la possibilité de créer et sauvegarder des présets, c'est-à-dire un ensemble d'effets activés, avec leurs paramètres précis. Ils sont sauvegardés dans des banques de presets et accessibles au pied.
Les multi-effets peuvent être branchés directement dans l'entrée d'un amplificateur pour guitare électrique, dans la boucle d'effets (après l'étage de saturation du pré-ampli), ou bien avec quatre câbles, en intégrant le préampli dans une boucle interne.

### Avantages et inconvénients
Les multi-effets ont l'avantage de proposer de nombreux effets dans un format compact, réduisant l'encombrement et le câblage par rapport à des pédales d'effet individuelles rassemblées sur un pedalboard. Un autre avantage des multi-effets par rapport aux pédales séparées est la possibilité de sauvegarder précisément les réglages de chaque effet, et d'avoir plusieurs réglages disponibles pour un même effet (par exemple, un delay court et un delay long ; sur une pédale classique, cela nécessite de modifier à la main les potentiomètres des différents paramètres).
Néanmoins, il n'est pas toujours possible de choisir l'ordre des effets, et la qualité des effets proposés peut s'avérer moindre par rapport à des pédales choisies pour leur son précis.
Dans les années 2010, le prix des multi-effets varie généralement entre 200€ et 2000€ (en Europe et aux États-Unis). Dans d'autres régions de la planète, comme sur le continent africain, leur coût est beaucoup plus élevé.

## Histoire
Les premiers multi-effets sont analogiques et combinent dans leur boîtier les circuits de plusieurs pédales d'effet. Ils restent néanmoins rares et confidentiels.

### Débuts (années 1990)
En 1982, l'entreprise japonaise Boss crée un pédalier qui permet de contrôler à distance l'activation de pédales d'effets individuelles, et de changer le chemin par lequel passe le signal audio. À partir des années 1980, les multi-effets numériques se développent et deviennent de plus en plus complexes. Boss commercialise en 1987 le premier multi-effets en rack, dédié à une utilisation en studio, et combine des effets analogiques (overdrive, compression, phaser) et numériques (chorus, delay). L'entreprise japonaise Zoom crée un multi-effet sous la forme d'un boîtier se fixant sur la sangle de la guitare, mais c'est un échec commercial. La technologie employée dans les multi-effets dans les années 1990 bénéficie des avancées de l'informatique, en particulier la diminution de la latence : les processeurs numériques sont capables de traiter quasiment en temps réel le signal audio, sans que la latence soit perceptible pour la personne jouant de la guitare.

En 1995, Roland (qui possède l'entreprise Boss) invente une technique de simulation numérique d'amplificateurs pour guitare électrique, le Composite Object Sound Modeling, et l'incorpore dans ses différents multi-effets. Boss domine le marché des multi-effets jusqu'au début des années 2000.

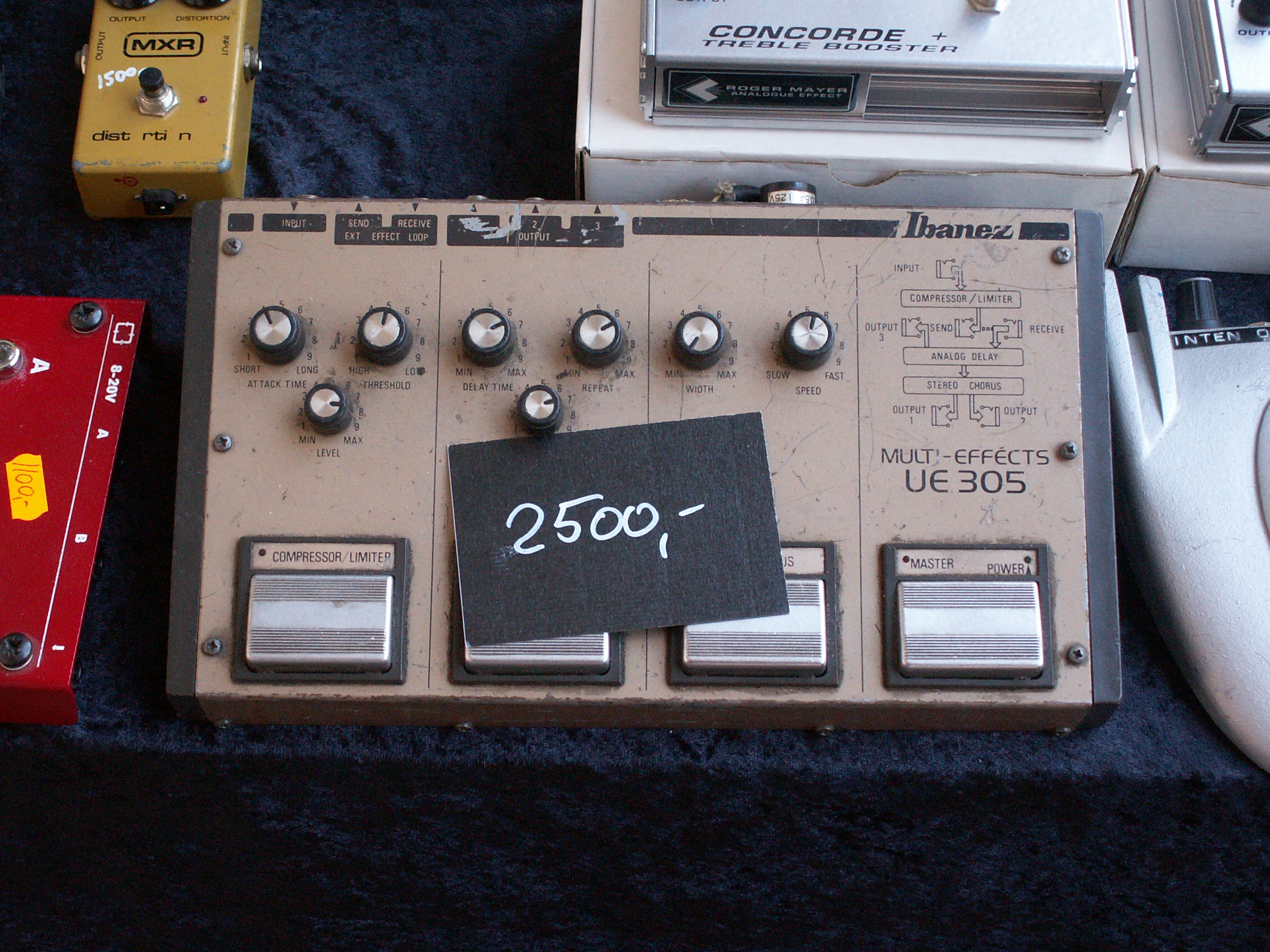
Un multieffet analogique construit par Ibanez (UE305 Multi FX).
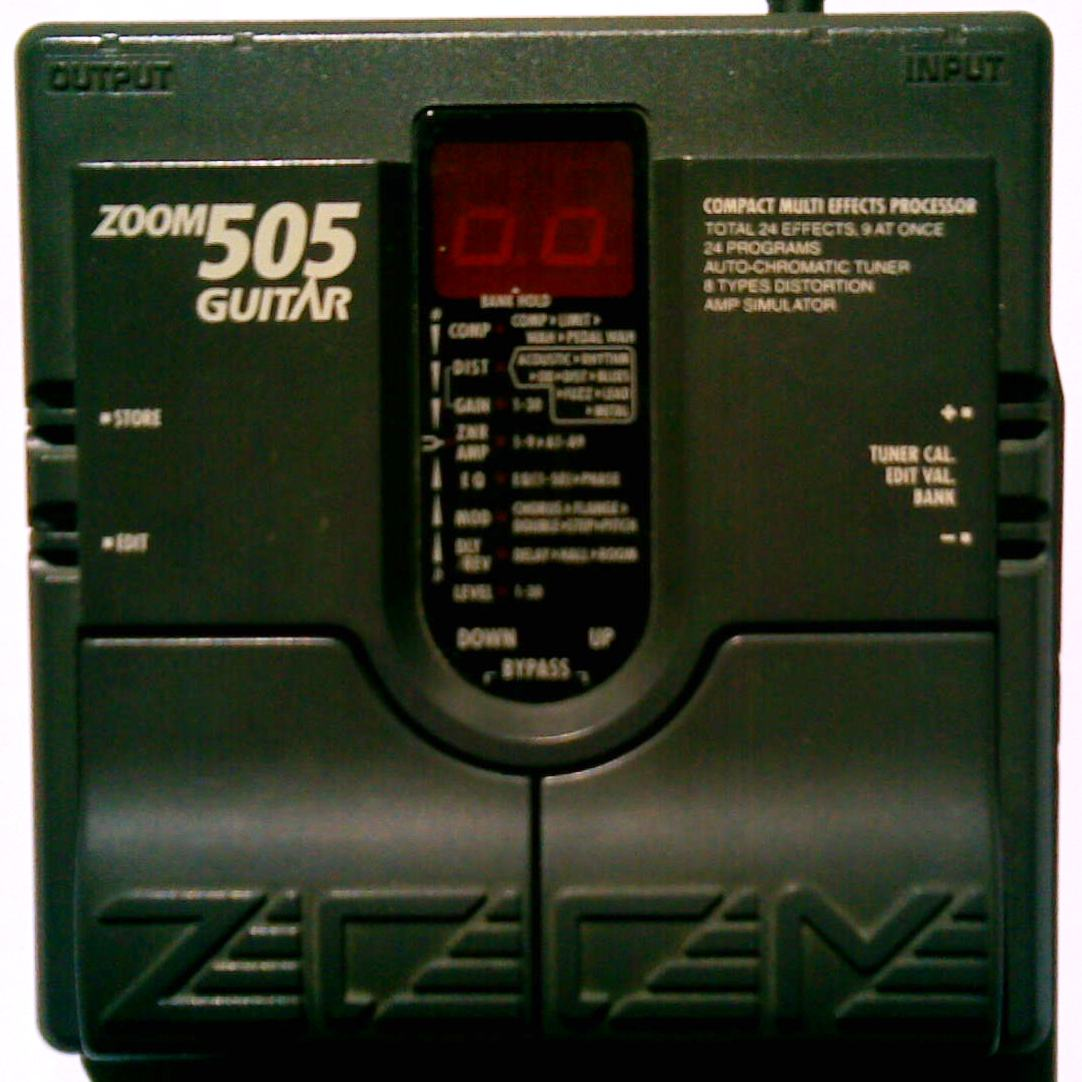
Zoom 505, lancé en 1996[7].
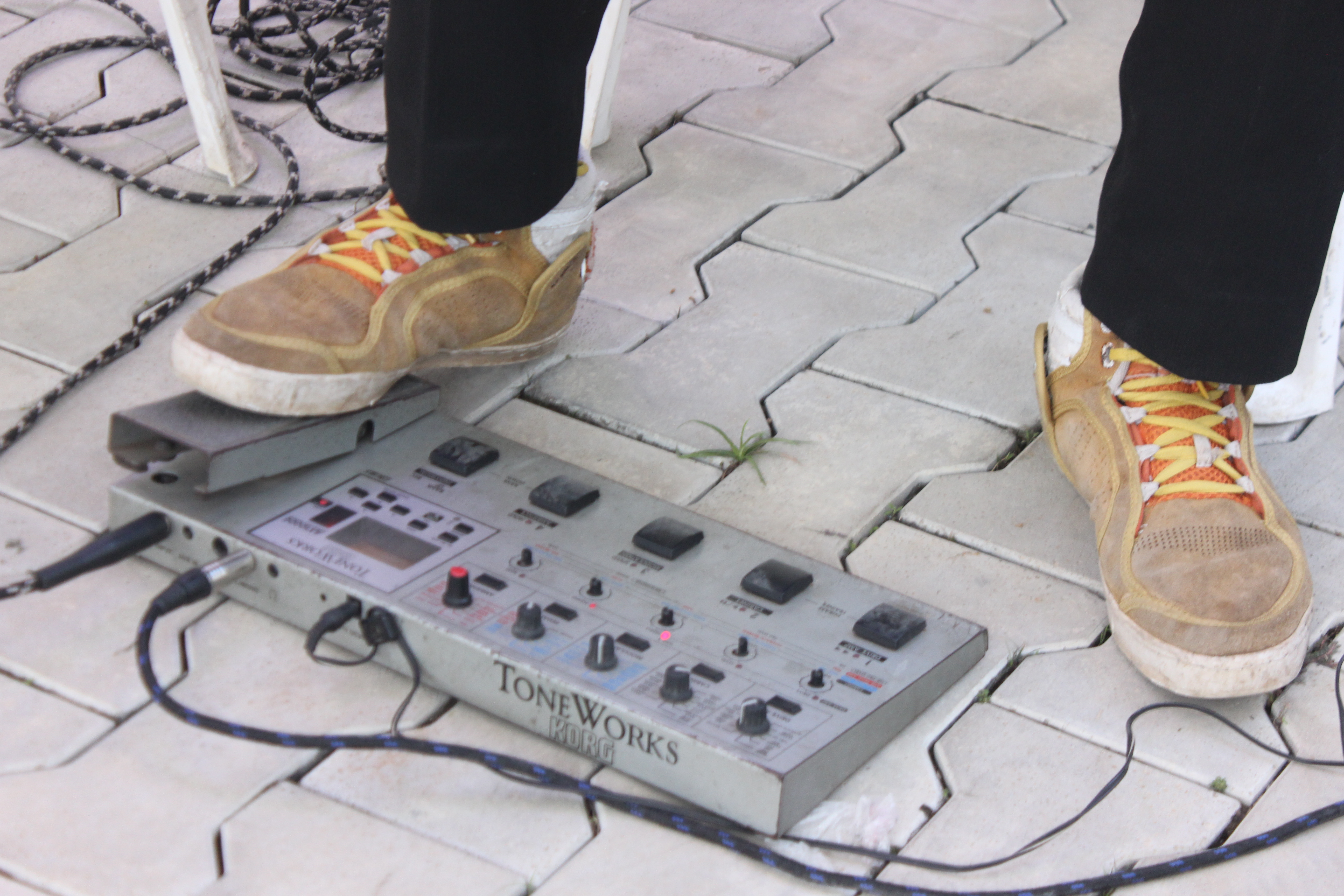
Korg AX1000G, multieffet lancé en 2000[8] et doté d'une pédale d'expression.
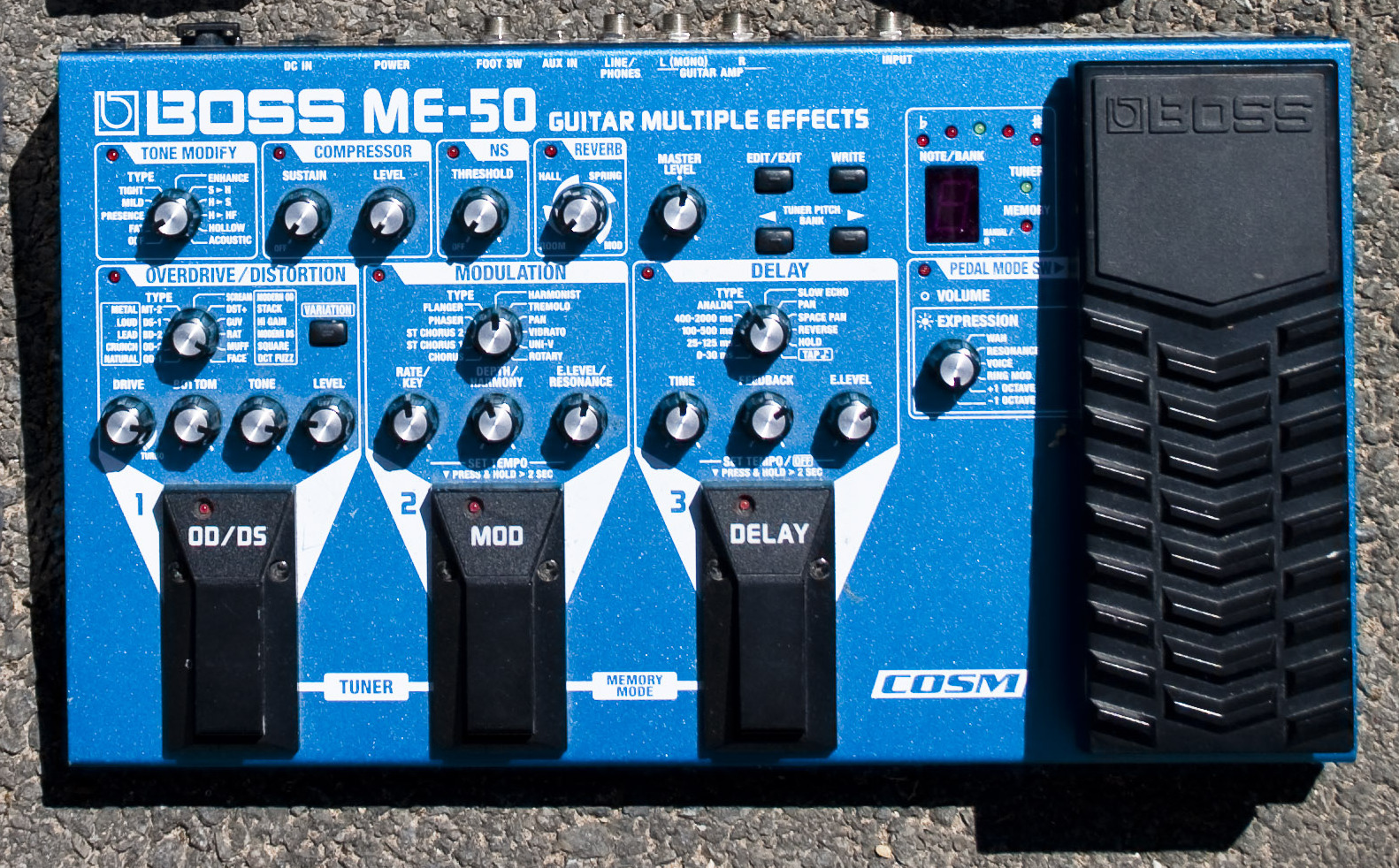
Multieffet Boss ME-50, lancé en 2002.
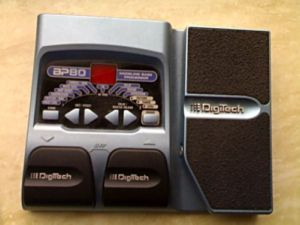
Digitech BP80, multieffet pour basse du début des années 2000.

### Années 2000
Aux États-Unis, l'entreprise Digitech commercialise depuis les années 1990 plusieurs processeurs d'effets, qui deviennent populaire dans les années 2000, comme la série RP et GNX. Ce sont les premiers multi-effets à inclure une prise USB pour être édités via ordinateur.

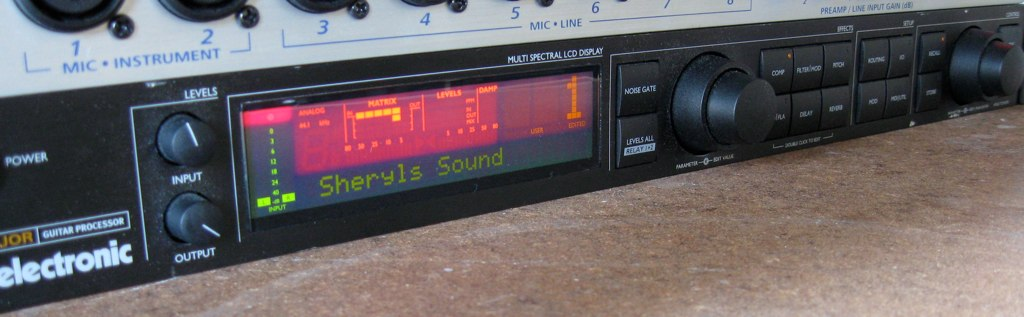
Le TC Electronic G-Major, multi-effet en rack commercialisé à partir de 2001.

### Années 2010
Les années 2010 voient l'apparition d'appareils modélisant l'entièreté de la chaîne du son, en particulier les amplificateurs pour guitare électrique, les baffles et leurs haut-parleurs, et les micros qui les captent. Les modèles les plus répandus sont le Kemper Profiler et le Fractal Audio Axe-FX. Beaucoup de ces modélisateurs incorporent des réponses impulsionnelles. Il devient alors possible de se passer d'ampli guitare sur scène, et de pouvoir reproduire le son de centaines d'amplis différents. 

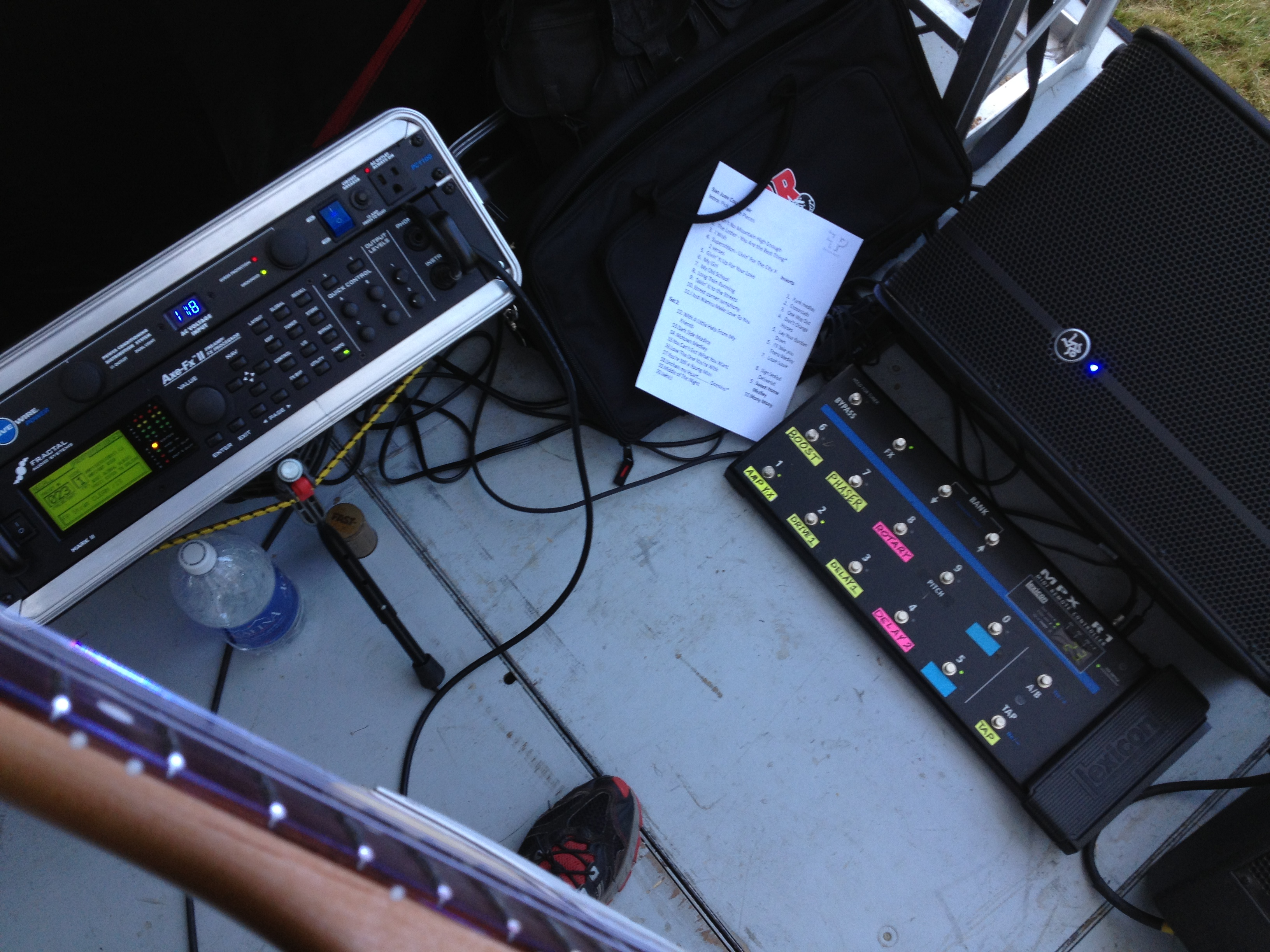
Fractal Axe-FX II, un modélisateur commercialisé à partir de 2011[9] et comprenant simulations d'amplis et effets, contrôlé par un pédalier MIDI, devant une enceinte active.
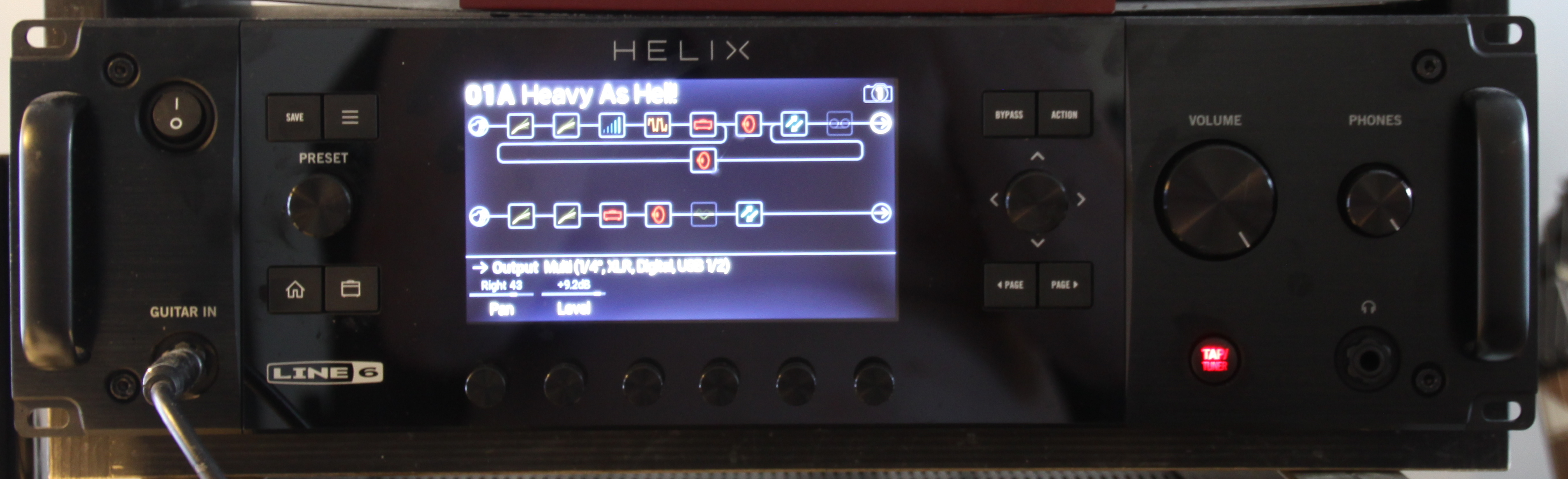
Multi-effet en rack, le Helix de Line 6, commercialisé en 2015[10].